# Зоуи Салдана
Зоуи Салдана (родена Zoe Yadira Saldaña Nazario, 19 юни 1978 г.) е американска актриса и танцьорка.

## Биография

### Ранни години
Зоуи Салдана е родена в Пъсейик, Ню Джърси, в семейството на доминиканец и пуерториканка. Зоуи има ливански, ирландски, ямайски и индийски корени. Зоуи еднакво добре владее два езика – испански и английски. По-голямата част от ранното си детство тя прекарва в Куинс, Ню Йорк. След като баща ѝ загива в самолетна катастрофа, когато е била на 9 години, с майка си заминават в Доминиканската република. Салдана постъпва в една от най-престижните танцови школи в Доминиканската република, където изучава балет и съвременни латиноамерикански танци. След завършването на школата семейството ѝ се премества обратно в Куинс.
През 1995 г. тя започва участието си в театралната трупа Faces в Бруклин. В тези представления се засягат близки на подрастващите теми, такива като профилактика на наркоманията и сексуално развитие на подрастващите. Същевременно тя играе в Нюйоркския младежки театър, благодарение на което тя получава покана от актьорска агенция.

### Кариера
Наред с участията с театралната група Faces, Салдана прави своя дебют на екрана в епизод на Law & Order (1999). Талантът ѝ в танците и актьорското ѝ майсторство помагат на Зоуи да получи първата си сериозна роля на големия екран – играе ролята на талантливата балерина Ева във филма „Треска за шоу“ (на английски: Center Stage) през 2000 г. Следващата ѝ роля е в Crossroads (2002). Звездният миг на актрисата настъпва през 2009 г. с ролите ѝ на Nyota Uhura в „Стар Трек“ и Neytiri във филма на Джеймс Камерън – Аватар. Последният филм, получил световно признание, е и най-печелившият в историята на киното. Салдана продължава своята кариера с филми като „Колумбиана“ (2011), „Пазители на Галактиката“ (2014), Пазители на Галактиката 2 (2017), Star Trek Into Darkness (2013) и Star Trek Beyond (2016).
Зоуи Салдана ще изиграе роля в продължението на филма „Аватар“, „Аватар 2“, премиерата на който ще се състои през 2020 г..

### Личен живот
От юни 2013 г. Зоуи е омъжена за италианския художник Марко Перего, който след сватбата приема фамилията на жена си – Салдана. Преди сватбата двойката са заедно 3 месеца. Съпрузите имат трима сина: близнаците Сай Аридио Перего-Салдана и Боуи Езио Перего-Салдана (род. 27.11.2014), и Зен Перего-Салдана (род. през февруари 2017 г.).

## Частична филмография
- 2000 – „Треска за шоу“ (Center Stage)
- 2001 – „Преживей го“ (Get Over It)
- 2002 – „Барабанистът“ (Drumline)
- 2003 – „Карибски пирати: Проклятието на Черната перла“ (Pirates of the Caribbean: The Curse of the Black Pearl)
- 2004 – „Терминалът“ (The Terminal)
- 2004 – „Убежище“ (Haven)
- 2005 – „Познай кой“ (Guess Who)
- 2008 – „Точен прицел“ (Vantage Point)
- 2009 – „Стар Трек“ (Star Trek)
- 2009 – „Аватар“ (Avatar)
- 2010 – „Обирджии“ (Takers)
- 2011 – „Колумбиана“ (Colombiana)
- 2012 – „Думите“ (The Words)
- 2013 – „Пропадане в мрака“ (Star Trek Into Darkness)
- 2014 – „Пазители на Галактиката“ (Guardians of the Galaxy)
- 2014 – „Книгата на живота“ (The Book of Life)
- 2016 – „Стар Трек: Отвъд“ (Star Trek Beyond)
- 2017 – „Пазители на Галактиката: Втора част“ (Guardians of the Galaxy Vol. 2)
- 2024 – „Емилия Перез“ (Emilia Perez)